# 79e cérémonie des Golden Globes
La 79e cérémonie des Golden Globes, organisée par la Hollywood Foreign Press Association, s'est tenue le 9 janvier 2022 et récompense les films et séries télévisées américains diffusés en 2021, ainsi que les professionnels s'étant distingués durant cette année.

## Appel au boycott
Le 10 mai 2021, le réseau NBC — diffuseur habituel de la cérémonie — annonce qu'il ne diffusera pas la 79e cérémonie des Golden Globes pour soutenir le boycott envers la Hollywood Foreign Press Association pour son manque d'efforts de diversité dans l'organisation et au sein de ses membres. NBC précise reprendre la diffusion en 2023 si des efforts sont faits. À la suite de cela, la HFPA annonce un planning de réformes. Le 1er octobre 2021, la HFPA publie une liste de 21 nouveaux membres recrutés selon les nouvelles réformes en vigueur.
La Hollywood Foreign Press Association annonce le 15 octobre 2021 que la cérémonie est toujours prévue pour le 9 janvier 2022, avec ou sans diffuseur. Il a ensuite été signalé que la HFPA suspendrait son processus de soumission et ses exigences de sélection sachant très bien que les studios ne coopéreraient pas dans le cadre du boycott, c'est-à-dire que les membres de la HFPA devront probablement soumettre les candidats eux-mêmes car ils ne seront pas invités aux projections officielles des films éligibles.
Les détails de la cérémonie demeurent flous malgré les nominations annoncées par la HFPA le 13 décembre 2021,. La cérémonie n'est finalement pas diffusée à la télévision, ce qui constitue une première depuis la 65e cérémonie de 2008, annulée en raison de la grève de la Writers Guild of America de 2007,
Aucune personnalité ni aucun média ne participe à cette remise de prix qui se tient sous respect d'un strict protocole  sanitaire en raison de l'émergence du variant Omicron.

## Palmarès

### Cinéma

#### Meilleur film dramatique
- The Power of the Dog
  - Dune
  - Belfast
  - CODA
  - La Méthode Williams (King Richard)

#### Meilleur film musical ou comédie
- West Side Story
  - Cyrano
  - Don't Look Up : Déni cosmique (Don't Look Up)
  - Licorice Pizza
  - Tick, Tick... Boom!

#### Meilleur acteur dans un film dramatique
- Will Smith pour le rôle de Richard Williams dans La Méthode Williams (King Richard)
  - Mahershala Ali pour le rôle de Milo dans Swan Song
  - Javier Bardem pour le rôle de Desi Arnaz dans Being the Ricardos
  - Benedict Cumberbatch pour le rôle de Phil Burbank dans The Power of the Dog
  - Denzel Washington pour le rôle de Macbeth dans Macbeth (The Tragedy of Macbeth)

#### Meilleure actrice dans un film dramatique
- Nicole Kidman pour le rôle de Lucille Ball dans Being the Ricardos
  - Jessica Chastain pour le rôle de Tammy Faye Messner dans Dans les yeux de Tammy Faye (The Eyes of Tammy Faye)
  - Olivia Colman pour le rôle de Leda dans The Lost Daughter
  - Lady Gaga pour le rôle de Patrizia Reggiani dans House of Gucci
  - Kristen Stewart pour le rôle de Diana Spencer dans Spencer

#### Meilleur acteur dans un film musical ou une comédie
- Andrew Garfield pour le rôle de Jonathan Larson dans Tick, Tick... Boom! 
  - Leonardo DiCaprio pour le rôle du Dr Randall Mindy dans Don't Look Up : Déni cosmique
  - Peter Dinklage pour le rôle de Cyrano de Bergerac dans Cyrano
  - Cooper Hoffman pour le rôle de Gary Valentine dans Licorice Pizza
  - Anthony Ramos pour le rôle d'Usnavi de la Vega dans D'où l'on vient (In the Heights)

#### Meilleure actrice dans un film musical ou comédie
- Rachel Zegler pour le rôle de María dans West Side Story 
  - Marion Cotillard pour le rôle d'Ann Defrasnoux dans Annette
  - Alana Haim pour le rôle d'Alana Kane dans Licorice Pizza
  - Jennifer Lawrence pour le rôle de Kate Dibiasky dans Don't Look Up : Déni cosmique
  - Emma Stone pour le rôle d'Estella Miller alias Cruella d'Enfer dans Cruella

#### Meilleur acteur dans un second rôle
- Kodi Smit-McPhee pour le rôle de Peter Gordon dans The Power of the Dog 
  - Ben Affleck pour le rôle de Charlie Moehringer dans Le Bar de la Tendresse (The Tender Bar)
  - Jamie Dornan pour le rôle de Pa dans Belfast
  - Ciarán Hinds pour le rôle de Pop dans Belfast
  - Troy Kotsur pour le rôle Frank Rossi dans Coda

#### Meilleure actrice dans un second rôle
- Ariana DeBose pour le rôle d'Anita dans West Side Story 
  - Caitriona Balfe pour le rôle de Ma dans Belfast
  - Kirsten Dunst pour le rôle de Rose Gordon dans The Power of the Dog
  - Aunjanue Ellis pour le rôle d'Oracene Price dans La Méthode Williams
  - Ruth Negga pour le rôle de Clare Bellew dans Clair-obscur (Passing)

#### Meilleure réalisation
- Jane Campion pour The Power of the Dog 
  - Kenneth Branagh pour Belfast
  - Maggie Gyllenhaal pour The Lost Daughter
  - Steven Spielberg pour West Side Story
  - Denis Villeneuve pour Dune

#### Meilleur scénario
- Kenneth Branagh pour Belfast 
  - Paul Thomas Anderson pour Licorice Pizza
  - Jane Campion pour The Power of the Dog
  - Adam McKay pour Don't Look Up : Déni cosmique
  - Aaron Sorkin pour Being the Ricardos

#### Meilleure musique de film
- Hans Zimmer – Dune 
  - Alexandre Desplat – The French Dispatch
  - Germaine Franco – Encanto : La Fantastique Famille Madrigal (Encanto)
  - Jonny Greenwood – The Power of the Dog
  - Alberto Iglesias – Madres paralelas

#### Meilleure chanson originale
- No Time to Die (Billie Eilish et Finneas O'Connell) – Mourir peut attendre (No Time to Die)
  - Be Alive (Dixson, Beyoncé) – La Méthode Williams
  - Dos Oruguitas (Lin-Manuel Miranda) – Encanto : La Fantastique Famille Madrigal
  - Down to Joy (Van Morrison) – Belfast
  - Here I Am (Singing My Way Home) (Carole King, Jennifer Hudson et Jamie Hartman) – Respect

#### Meilleur film d'animation
- Encanto : La Fantastique Famille Madrigal 
  - Flee
  - Luca
  - My Sunny Maad
  - Raya et le Dernier Dragon (Raya and the Last Dragon)

#### Meilleur film en langue étrangère
- Drive My Car (ドライブ・マイ・カー (Doraibu mai kā?)) -  Japon (en japonais) 
  - Compartiment n° 6 (Hytti Nro 6) -  Finlande (en finnois et russe)
  - La Main de Dieu (È stata la mano di Dio) -  Italie (en italien)
  - Un héros (قهرمان, Ghahreman) -  Iran (en persan)
  - Madres paralelas -  Espagne (en espagnol)

### Télévision

#### Meilleure série télévisée dramatique
- Succession
  - Lupin
  - The Morning Show
  - Pose
  - Squid Game

#### Meilleure série télévisée musicale ou comique
- Hacks
  - The Great
  - Ted Lasso
  - Only Murders in the Building
  - Reservation Dogs

#### Meilleure mini-série ou du meilleur téléfilm
- The Underground Railroad 
  - Dopesick
  - American Crime Story: Impeachment
  - Maid
  - Mare of Easttown

#### Meilleur acteur dans une série télévisée dramatique
- Jeremy Strong pour le rôle de Kendall Roy dans Succession
  - Brian Cox pour le rôle de Logan Roy dans Succession
  - Lee Jung-jae pour le rôle de Seong Gi-hun dans Squid Game
  - Billy Porter pour le rôle de Prayerful Tell dans Pose
  - Omar Sy pour le rôle de Lupin dans Lupin

#### Meilleure actrice dans une série télévisée dramatique
- Mj Rodriguez pour le rôle de Blanca Rodriguez-Evangelista dans Pose 
  - Uzo Aduba pour le rôle de Brooke Taylor dans En analyse (In Treatment)
  - Jennifer Aniston pour le rôle d'Alex Levy dans The Morning Show
  - Christine Baranski pour le rôle de Diane Lockhart dans The Good Fight
  - Elisabeth Moss pour le rôle de June Osborne / Offred dans The Handmaid's Tale : La Servante écarlate (The Handmaid's Tale)

#### Meilleur acteur dans une série télévisée musicale ou comique
- Jason Sudeikis pour le rôle de Ted Lasso dans Ted Lasso
  - Anthony Anderson pour le rôle de Andre Johnson dans Black-ish
  - Nicholas Hoult pour le rôle de Pierre III dans The Great
  - Steve Martin pour le rôle de Charles-Haden Savage dans Only Murders in the Building
  - Martin Short pour le rôle de Oliver Putnam dans Only Murders in the Building

#### Meilleure actrice dans une série télévisée musicale ou comique
- Jean Smart pour le rôle de Deborah Vance dans Hacks 
  - Hannah Einbinder pour le rôle d'Ava Danielsdans Hacks
  - Elle Fanning pour le rôle de Catherine II dans The Great
  - Issa Rae pour le rôle d'Issa Dee dans Insecure
  - Tracee Ellis Ross pour le rôle de Rainbow Johnson dans Black-ish

#### Meilleur acteur dans une mini-série ou un téléfilm
- Michael Keaton pour le rôle du Dr Samuel Finnix dans Dopesick 
  - Paul Bettany pour le rôle de Vision dans WandaVision
  - Oscar Isaac pour le rôle de Jonathan Levy dans Scenes from a Marriage
  - Ewan McGregor pour le rôle de Halston dans Halston
  - Tahar Rahim pour le rôle de Charles Sobhraj dans Le Serpent (The Serpent)

#### Meilleure actrice dans une mini-série ou un téléfilm
- Kate Winslet pour le rôle de Marianne "Mare" Sheehan dans Mare of Easttown 
  - Jessica Chastain pour le rôle de Mira Phillips dans Scenes from a Marriage
  - Cynthia Erivo pour le rôle d'Aretha Franklin dans Genius : Aretha
  - Elizabeth Olsen pour le rôle de Wanda Maximoff dans WandaVision
  - Margaret Qualley pour le rôle d'Alex dans Maid

#### Meilleur acteur dans un second rôle dans une série, une mini-série ou un téléfilm
- O Yeong-su pour le rôle de Oh Il-nam dans Squid Game 
  - Billy Crudup pour le rôle de Cory Ellison dans The Morning Show
  - Kieran Culkin pour le rôle de Roman Roy dans Succession
  - Mark Duplass pour le rôle de Charlie "Chip" Black dans The Morning Show
  - Brett Goldstein pour le rôle de Roy Kent dans Ted Lasso

#### Meilleure actrice dans un second rôle dans une série, une mini-série ou un téléfilm
- Sarah Snook pour le rôle de Siobhan "Shiv" Roy dans Succession 
  - Jennifer Coolidge pour le rôle de Tanya McQuoid dans The White Lotus
  - Kaitlyn Dever pour le rôle de Betsy Mallum dans Dopesick
  - Andie MacDowell pour le rôle de Paula dans Maid
  - Hannah Waddingham pour le rôle de Rebecca Welton dans Ted Lasso

## Statistiques

### Récompenses multiples

#### Cinéma
- 3 : The Power of the Dog et West Side Story

#### Télévision
- 3 : Succession
- 2 : Hacks

### Nominations multiples

#### Cinéma
- 7 : Belfast et The Power of the Dog
- 4 : Don't Look Up : Déni cosmique, La Méthode Williams, Licorice Pizza et West Side Story
- 3 : Being the Ricardos, Encanto : La Fantastique Famille Madrigal et Dune
- 2 : Coda, Cyrano, The Lost Daughter, Madres paralelas et Tick, Tick... Boom!

#### Télévision
- 5 : Succession
- 4 : Ted Lasso, The Morning Show
- 3 : Dopesick, The Great, Hacks, Maid, Only Murders in the Building, Pose et Squid Game
- 2 : Black-ish, Lupin, Mare of Easttown, Scenes from a Marriage et WandaVision